# Josephine Kablick
Josephine Ettel Kablick, czasem Kablikova lub Kablik (ur. 9 marca 1787 we Vrchlabí, zm. 21 lipca 1863 tamże) – czeska aptekarka , botanik i paleontolog pochodzenia niemieckiego.

## Życiorys
Urodziła się 9 marca 1787 roku w czeskim mieście Vrchlabí (wówczas: Hohenelbe). Jej ojcem był właściciel papierni David Ettel, matką Johanna z domu Raab. W wieku 12 lat wysłana została do klasztoru Urszulanek w Pradze. W 1906 wróciła do swojego rodzinnego miasta i tam poślubiła aptekarza Adalberta Georga Kablika. Kablikowie nie mając swoich dzieci wzięli na wychowanie sierotę Heinricha Gottwalda (znanego później muzyka i kompozytora). W latach 1817–1823 małżeństwo Josephine i Adalberta Kablików mieszkało w Pradze, po czym wróciło do Vrchlabí. Josephine Kablick zmarła 21 lipca 1863 i została pochowana razem ze swoim mężem (zm. 1 września 1853) na cmentarzu w Vrchlabí.
Josephine Kablick od najmłodszych lat interesowała się przyrodą, samodzielnie poznawała nauki przyrodnicze, korespondując z najwybitniejszymi uczonymi tamtej epoki . W czasie pobytu w Pradze (1817-1823) poznała lekarza Wenzeslausa Manna, dzięki któremu znacznie pogłębiła swoją wiedzę w zakresie botaniki. Po powrocie do Vrchlabí zaczęła gromadzić okazy roślin występujących w Karkonoszach. Dla Wenzeslausa Manna zebrała kolekcję porostów, która stała się podstawą jego pracy doktorskiej. Z czasem zaczęła gromadzić również permskie skamieniałości z okolic Vrchlabí.
Zaliczała się do najbardziej aktywnych i wytrwałych zbieraczy skamieniałości roślin i zwierząt kopalnych, przede wszystkim w Sudetach . Od 1825 zebrane przez nią okazy, trafiały do wszystkich najważniejszych ośrodków naukowych w Europie. O jej odkryciach pisali wybitni botanicy: August Carl Joseph Corda, Eduard Fenzl, Heinrich Grabowski, Julius Milde i wielu innych. W 1841 została korespondentem Towarzystwa Botanicznego w Ratyzbonie, w 1851 – Towarzystwa Przyrodniczego „Lotos” w Pradze, w 1853 – Zoologiczno-Botanicznego Towarzystwa w Wiedniu. W 1859 została członkiem honorowym Towarzystwa Geologicznego w Dreźnie.

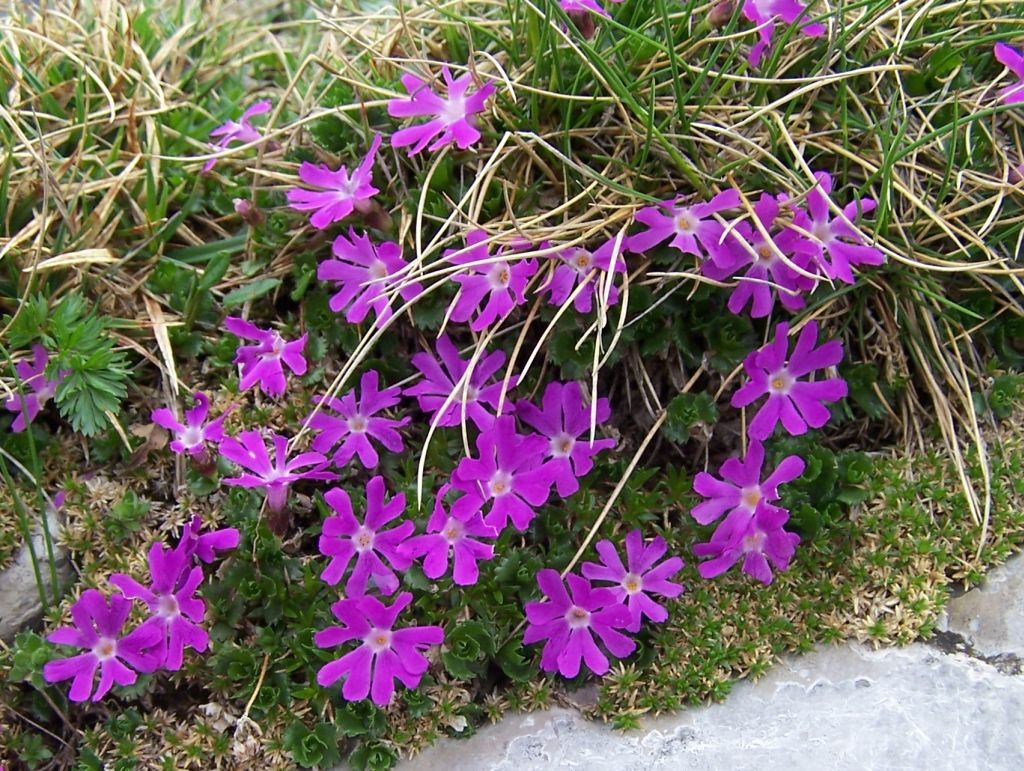
Pierwiosnek maleńki rozpoznany jako nowy gatunek przez Josephine Kablick

Jako pierwsza odkryła pierwiosnek maleńki (Primula minima) . Do dzisiaj wiele muzeów europejskich posiada w swoich zbiorach zebrane przez nią okazy.

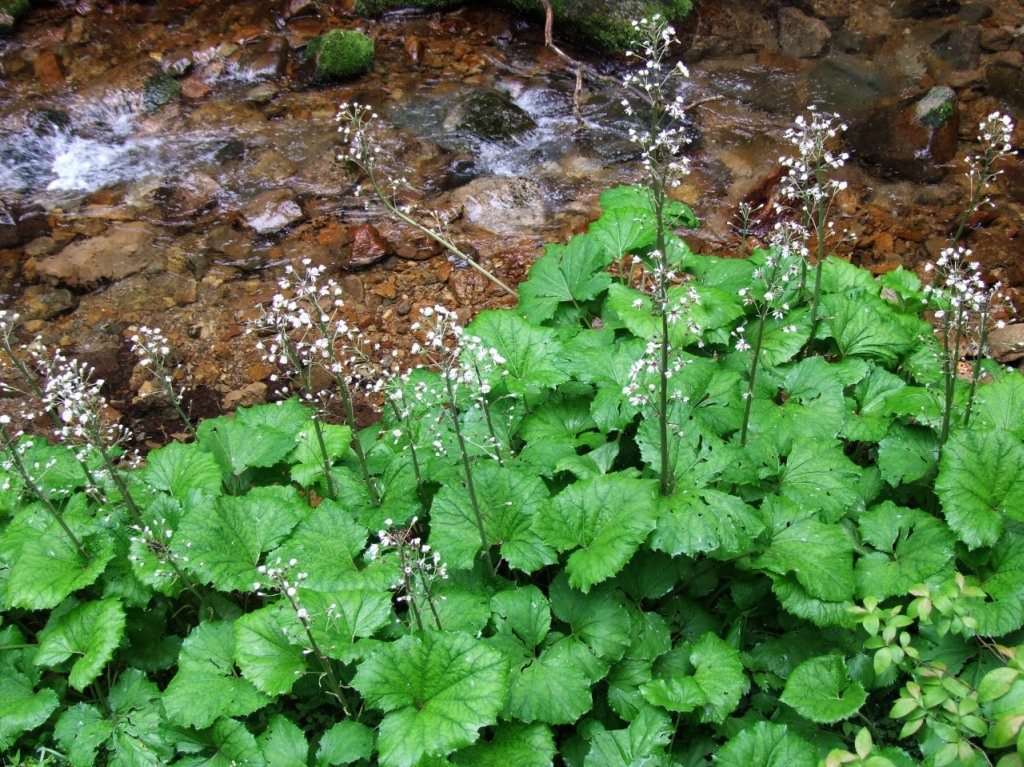
Petasites kablikianus (lepiężnik wyłysiały) – roślina, której nazwa gatunkowa upamiętnia Josephine Kablick

## Upamiętnienie
Na cześć Josephine Kablick nadano nazwy niektórym przekazanym przez nią skamieniałościom: rybie Palaeoniscus kablikae, trylobitom (m.in. Kablikia diadica) oraz roślinie Rhizolithes kablikae.